# Karol Hubel

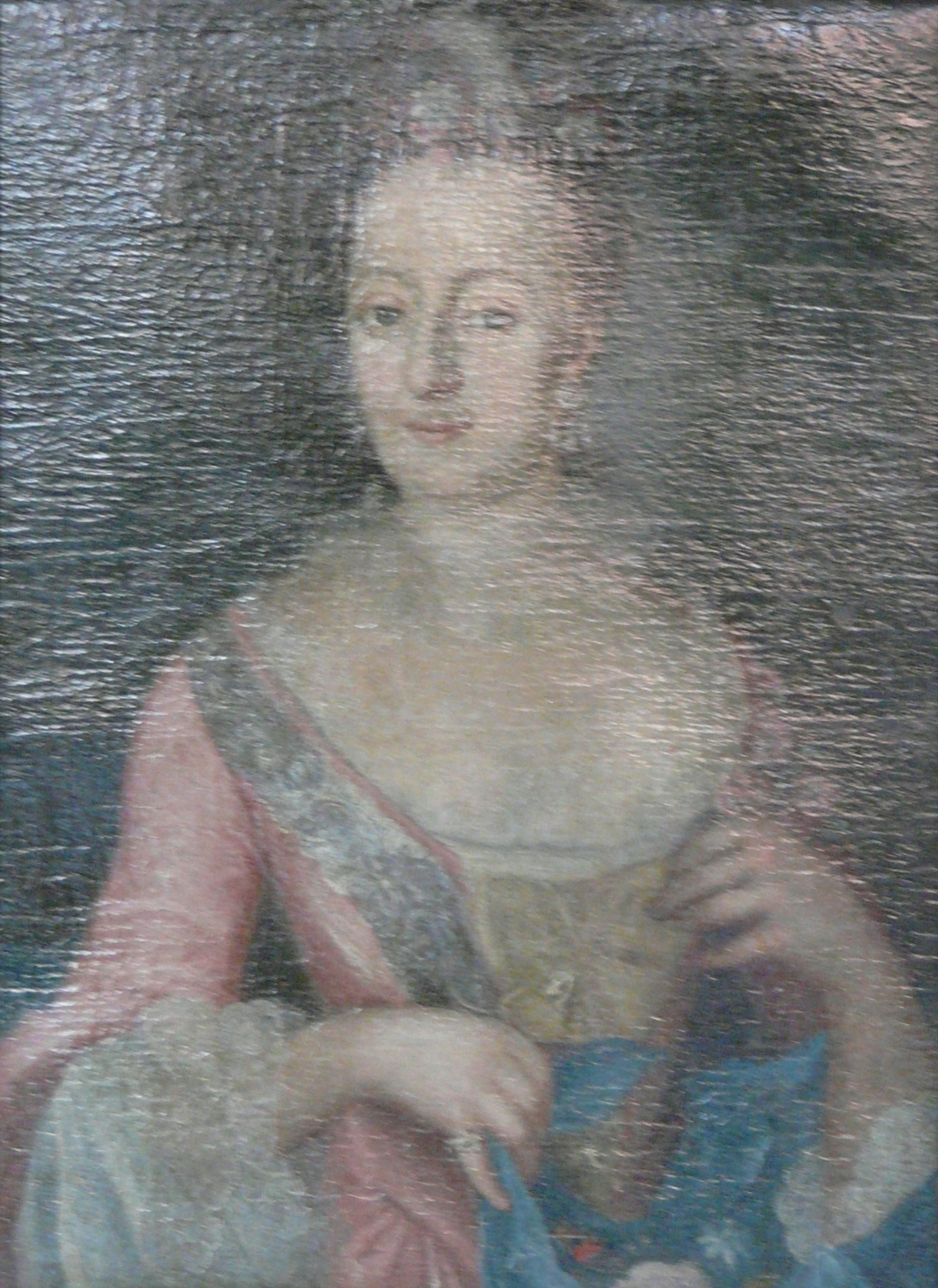
Portret autorstwa Karola Hubla.

Karol Hubel imię zakonne Łukasz (Hübel, Huebel, Hybel) (ur. 19 stycznia 1722 w Świdnicy, zm. 20 kwietnia 1793 w Lubieszowie k. Pińska) – polski malarz, autor polichromii i obrazów religijnych.
W 1748 przybył do Zelwy na terenie Litwy i tam 24 sierpnia wstąpił do zakonu pijarów. Śluby złożył 1 stycznia 1751, pracował przez kilka lat w Lubieszowie malując obrazy o treści religijnej, portrety i sceny z życia wiejskiego. W 1755 przeniesiony do Dąbrowicy, gdzie malował portrety świętych oraz znakomitych przedstawicieli zakonu pijarów. W Wilnie zdobił kościół pijarów, następnie trzy lata w Szczuczynie pracował dla tamtejszego kolegium pijarskiego oraz dla osób prywatnych. Powrócił w 1762 do Lubieszowa gdzie kolejne trzy lata zdobił miejscowy kościół freskami. W 1765 został wezwany do Horodnicy pod Grodnem przez podskarbiego Antoniego Tyzenhauza na zlecenie którego przez kolejny rok pracował. Przyjmował zlecenia od rodziny Radziwiłłów, Krasickich oraz od Pawła Ordy strażnika pińskiego.